# Abrial A-12 Bagoas

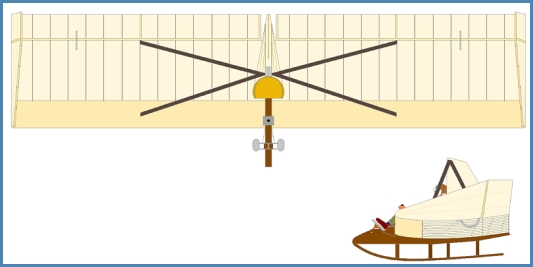
Abrial A-12 Bagoas

El A-12 fue un deslizador experimental de diseño inusual, creado por Georges Abrial a principio de la década de 1930. Fue un diseño sin cola y una relación de aspecto de las alas bastante pequeñas (1:6), bastante cortas y regordetas, a diferencia del tradicional diseño de alas largas y esbeltas de un deslizador. Después de exitosas pruebas en el túnel de viento realizadas en St. Cyr, Abrial construyó una versión a escala natural. Eventualmente tuvo muchos problemas técnicos que hicieron abandonar el desarrollo en 1932 después de bautizar el aparato como Bagoas, igual que el envenenador persa.

## Información relacionada
Aeronave similar:
- Lippisch Storch II

Secuencia de designación:
- A-2 - A-3 - A-5 - A-12 - A-13